# Dipentaerythrit
Dipentaerythrit (nach IUPAC-Nomenklatur 2,2,2′,2′,-Tetrakis(hydroxymethyl)-3,3′-oxydipropan-1-ol) ist ein 6-wertiger Alkohol. Der Name deutet auf den strukturellen Aufbau aus zwei Molekülen von Pentaerythrit hin.

## Gewinnung und Darstellung
Dipentaerythrit kann im technischen Maßstab durch eine Reaktion von Acetaldehyd mit einem Überschuss an Formaldehyd, in Gegenwart von Natriumhydroxid, erzeugt werden. Der prinzipielle Reaktionsweg entspricht damit dem bei der Herstellung von Pentaerythrit, unterscheidet sich jedoch in den eingesetzten stöchiometrischen Verhältnissen.

## Eigenschaften

### Physikalische Eigenschaften
Dipentaerythrit ist ein weißes, kristallines und geruchsloses Pulver.

### Chemische Eigenschaften
Die Hydroxygruppen gehen im Wesentlichen die für Alkohole typischen Reaktionen wie Veresterung mit Säuren ein.

## Verwendung
Dipentaerythrit wird unter anderem für die Herstellung von Lackbindemitteln genutzt. Für radikalisch polymerisierbare Lacke (UV-Lacke) kann eine Veresterung mit Acrylsäure durchgeführt werden. Man erhält das Produkt Dipentaerythrithexacrylat. Des Weiteren erhält man durch eine Veresterung mit Fettsäuren sogenannte Alkydharze, welche besonders hohe Anteile an Fettsäuren (>80m-%) enthalten.